# Arvid Wiklund
Arvid Stefan Wiklund, född 11 april 2005 är en svensk fotbollsspelare (vänsterback) som spelar för Varberg BoIS i Superettan.

## Klubbkarriär
Arvid Wiklund är uppvuxen i Borås och började spela fotboll i Byttorps IF. 
Elfsborg
Wiklund kom till IF Elfsborg som 10-åring där han spelade i akademien fram till och med 2022. Wiklund valde då själv att fortsätta karriären i Varberg BoIS. 
Varbergs BoIS
Efter ett år i Akademien fick Wiklund lärlingskontrakt i mars 2024. Under försäsong debuterade och startade Wiklund i träningsmatch mot Gais. Debuten i Superettan kom kort därefter i match mot Sandvikens IF den 19 maj där Wiklund spelade 90 minuter. Den 19 december 2024 skrev Wiklund på A-lagskontraktet med Varberg BoIS. 